# Sølve Jokerud Strand
Sølve Jokerud Strand (geboren am 5. August 2000 in Ringerike) ist ein norwegischer Skispringer.

## Werdegang
Sølve Jokerud Strand ist der jüngere Bruder des ehemaligen Skispringers Knut Jokerud Strand (* 1996).
Auf Landesebene nahm er seit 2012 an Jugendwettbewerben teil. Sein internationales Debüt gab Strand am 9. Februar 2019 im FIS-Cup in Rastbüchl, wo er in einem von zwei Wettkämpfen Punkte holen konnte. Von da an ersprang er im FIS-Cup regelmäßig Ergebnisse in den Top 15.
Im Sommer 2021 debütierte er in Kuopio im Continental-Cup, wo er sich in beiden Wettkämpfen unter den Top 30 platzieren konnte. Bis jetzt (Stand Oktober 2023) hat er, bis auf eine Ausnahme, in allen Continental-Cup-Wettkämpfen, an denen er teilnahm, Punkte erzielt.
Bei der Raw-Air im März 2022 trat er zweimal in der Qualifikation an, kam jedoch nicht über diese hinaus. Im Sommer 2022 sprang er das erste Mal im Grand-Prix in Wisła und beendete den Wettkampf zweimal auf dem 38. Platz. In der nächsten Saison hatte er etwas mehr Erfolg, als er bei zwei Grand-Prix-Wettkämpfen in Râșnov den 22. und 21. Platz belegte und so seine ersten Punkte in der höchsten Wettkampfklasse holte.
Bei den norwegischen Meisterschaften im Skispringen stand Sølve Jokerud Strand im Team mit Anders Håre, Daniel-André Tande und Joacim Ødegård Bjøreng in den Jahren 2019, 2020, 2021 und 2022 auf dem Podium. 2023 gewann er Silber auf der Großschanze und 2024 Gold im Mixed-Team mit Håre und Silje Opseth.

## Statistik

### Weltcup-Platzierungen
| Saison  | Platz | Punkte |
| ------- | ----- | ------ |
| 2024/25 | 61.   | 005    |